# 北美杜父魚
北美杜父魚，為輻鰭魚綱鮋形目杜父魚亞目杜父魚科的其中一種，為溫帶淡水魚，分布於美國喬治亞州Chattahoochee河上游流域，體長可達8.5公分，棲息在礫石底質溪流底層水域，生活習性不明。

## 擴展閱讀
維基物種上的相關：北美杜父魚